# صفصاف (قرية)
صفصاف هي قرية في إقليم سيدي قاسم ضمن جهة الغرب شراردة بني حسين بالغرب المغربي. كان مجموع عدد سكان جماعة صفصاف 22.941 نسمة.(تعداد السكان الرسمي 2004)